# Площа Яна Скарбека
Площа Яна Скарбека в Освенцимі (пол. Plac ks. Jana Skarbka, колишня назва: площа Косьцельни, перейменована в 1992 році) — площа в Старому місті Освенцима, розташована на вулиці Косьцельна (відповідає попередній назві площі). Вулиця Берка Йоселевича (колишня Жидівська) також з'єднується з площею.

## Розташування і споруди
Площа примикає до вулиці Косцельна з одного боку і оточена міськими будівлями, які містять довоєнну синагогу, примикає довоєнний будинок Корнрайха і Даттнера, будинок Клюгера і післявоєнні будівлі по обидва  боки площі. У центрі площі євідреставровані Історичні міські стіни, якібули відкриті під час міських ремонтних робіт у 2009 році.

### Синагога в Освенцімі
У 1928—1930 роках було побудовано будівлю синагоги Шевра Ломдей Мішнайот. Це єдина збережена синагога в Освенцімі. Синагога функціонувала до того час, доки німецька армія не увійшла в Освенцім в 1939 році. Під час Другої світової війни окупанти зруйнували внутрішню частину синагоги і використовували її складом боєприпасів. Після того, як радянські війська увійшли в Освенцим, синагозі повернули її первісне призначення і вона служила невеликій єврейській громаді. До 1955 року майже всі євреї залишили місто. У 1977 році будівлю синагоги було передано польському державному казначейству. У 1998 році синагога була повернута єврейській громаді Бельсько-Бяла, а потім, у червні 1998 року, передана Фонду єврейського центру Аушвіц в Освенцімі. У 1999—2000 роках синагога була відремонтована і будівлі повернули її колишній вигляд.

### Будинок Корнрайха і Даттнера
Будинок Корнрайха і Даттнера примикає до будівлі синагоги. До Другої світової війни в цій будівлі жили чотири сім'ї та єврейські сім'ї Корнрайх і Даттнер. З 2000 року ця будівля разом з прилеглою синагогою і будинком сім'ї Клюгер утворює будівлі єврейського центру і музею Освенцима в Освенцимі. Постійна експозиція Єврейського музею представлена в будівлі Корнрайха.

### Будинок Клюгера
Будівля, розташована в задній частині Освенцимської синагоги, ймовірно, була побудована на рубежі 19 і 20 століть. У 1928 році вона перейшла у власність Беєра Тейхмана і його дочки Фріди Клугер, уродженої Тейхман. Сімха і Фріда Клугер, а також їхні шестеро дітей загинули під час Голокосту. Вижили тільки Шимон, Моше і Броня. Шимон Клугер, як єдиний з трьох братів і сестер, повернувся до Освенцима в 1960-х роках і переїхав до свого сімейного будинку. Шимон був останнім єврейським жителем Освенцима. Наразі в будинку сім'ї Клугер знаходиться кафе «Музей Бергсона» і освітні приміщення єврейського центру в Освенцимі.

#### Міський колодязь
У центрі площі збереглися залишки історичної міської криниці, виявленої під час ремонтних робіт у 2009 році.

#### Екран
На площі є експозиція, форма якої нагадує Корейську виставку Єврейського музею в Освенцимі. Його трикутна форма відсилає до розірваних рукавів зірки Давида, що вказує напрямки еміграції єврейських жителів Освенцима. Внутрішня частина експозиції містить малюнки, світлини та тексти, пов'язані з описом загальної виставки. Виставковий стенд можна помітити зі сторони вулиці Косьцельна і Ринкової площі, а на вершині зображений вхід в Єврейський музей.

## Ватажок
Нинішнім покровителем площі є отець Ян Скарбек, римо-католицький священик 1885 року народження, парафіяльний священик, літописець і почесний громадянин Освенцима (він отримав це звання від міської влади в 1934 році). Батько Скарбек був відомий тим, що підтримував хороші міжконфесійні відносини в Освенцимі і підтримував дружні відносини з останнім рабином Освенцима Еліягу Бомбахом.